# Садыкова, Феруза
Феруза Садикова (узб. Feruza Sadikova; род. 19-сентября 2002 года, Чирчик, Узбекистан) — узбекская тхэквондистка, в весовой категории до 62 кг, член сборной Узбекистана. В 2019 году выиграла бронзовую медаль на Всемирных армейских играх, а в 2021 году выиграла Чемпионат Азии по тхэквондо. Дважды выиграла бронзовые медали Чемпионата мира, победительница Игр исламской солидарности и серебряный призёр Летних Азиатских игр.

## Биография
Феруза Садыкова родилась 23 апреля 2002 года в Ташкенте. Спортом начала заниматься в школе-интернате олимпийского резерва города Чирчик.
С 2018 года принимает участие в крупных спортивных соревнованиях. В этом году она выиграла Кубок Узбекистана на призы Посла Республики Корея в Узбекистане. В 2019 году выиграла бронзовую медаль на Всемирных армейских играх в весовой категории до 62 кг, которые проходили в Ухане (Китай). В этом же году она участвовала на Чемпионате мира по тчэквондо в Манчестере (Великобритания). В первом раунде Феруза победила Натали Хамади из Кувейта, но проиграла в следующем раунде. Затем она завоевала бронзовую медаль на молодёжном Чемпионате Азии по тхэквондо.
18 июня 2021 года на Чемпионате Азии по тхэквондо, проходившем в Бейруте (Ливан), Феруза Садыкова завоевала золотую медаль в весовой категории до 62 кг, победив в финале Чон Чхэын из Республики Корея. В этом же году она выиграла международные соревнования «Beirut Open».
В 2022 году Феруза Садыкова завоевала золотую медаль на международном турнире "Fujairah Open". В этом же году в 1/8 финала на Гран-при в Риме (Италия) она проиграла Каролайн Сантос из Бразилии. Однако позже завоевала бронзовую медаль на Кубке Президента Азиатской федерации тхэквондо. В июне принимает участие в весовой категории до 62 кг на Чемпионате Азии по тхэквондо в корейском городе Чхунчхон. 25 июня в полуфинальном матче она проиграла Настаран Вализаде (Иран) и завоевала всего лишь бронзовую медаль. В августе 2022 года на V Играх исламской солидарности в Коньи (Турция) в весовой категории до 62 кг выиграла золотую медаль.
В 2023 году на Чемпионате мира по тхэквондо, который состоялся в Баку (Азербайджан), в категории до 62 кг, Феруза завоевала бронзовую медаль. В октябре этого же года в Ханчжоу (Китай) на Летних Азиатских играх в весовой категории до 67 кг завоевала серебряную медаль, проиграв в финале китайской спортсменке.